# بنو سوتاي
بنو سوتاي ((بالتركية: Sutaylılar)‏) كانت سلالة مغولية تنحدر من الأمير سوتاي قائد إلخان غازان . ومثلهم مثل السلالات المنغولية الأخرى لما بعد الإلخانات، مثل الجلائريين والشوبانيين، كانوا مرتبطين بسلالة برجيغين بالمصاهرة. وكان الأمير سوتاي صهرا لمنكو تيمور ابن هولاكو خان. تراوحت منطقة نشاطهم الرئيسية من الجزيرة في الجنوب إلى أرضروم في الشمال.

## التاريخ
أصلهم القبلي غير معروف على وجه التحديد، لكن المؤرخ التركي فاروق سومر نسبهم إلى قبيلة سنود المغولية. وفقًا له، الاسم سوتاي مجرد اختصار لـسونيتاي ((بالمنغولية: Сөнөд + ай)‏ ' منتسب إلى سنود '). يعتقد إيشاياهو لاندا أيضًا أن سوتاي كان من قبيلة سنود. سوتاي خدم غازان، محمد أولجايتو وأبو سعيد حتى وفاته في عام 1332م. ورث ابنه الحاج طاغي إقطاعيته وكان غالبًا على خلاف مع الأويرات بينما تحالف مع الجلائريين. قُتل الحاج طاغي على يد ابن أخيه إبراهيم شاه عام 1343م المدعوم من الشوبانيين، والذي غير ولاءه لاحقًا من الملك أشرف إلى سليمان خان، وساتي بيك وابنه سورغان عام 1345م، لكن الأول هزمه في ألاداغ بالقرب من بحيرة فان. توفي إبراهيم شاه عام 1350م إثر إصابته بجلطة دماغية. مع وفاته، نجح الأمير حسن هندو في الاستيلاء على أراضي بني سوتاي في العراق. وقد نجح ابن عمه بير محمد في استعادة الموصل لكنه قتل على يد مرؤوسه حسين طيبغا عام 1351م. حسين طيبغا نفسه قتل بعد ذلك بعامين على يد تابعه بيرم خواجة.

## قائمة الحكام
1. سوتاي (1312-1316 في ديار بكر، 1316-1319 في أخلاط، 1319-1332 في ديار بكر)
2. الحاج طاغي (1332 - 1343)
3. إبراهيم شاه (1343 - 1350)
4. بير محمد (1350 - 1351)